# Карлоу (округ)
Округ Карлоу (енгл. County Carlow, ир. Contae Cheatharlach) је један од 32 историјска округа на острву Ирској, смештен у његовом југоисточном делу, у покрајини Ленстер.
Данас је округ Карлоу један од 26 званичних округа Републике Ирске, као основних управних јединица у држави. Седиште округа је истоимени град Карлоу.

## Положај и границе округа
Округ Карлоу се налази у југоисточном делу ирског острва и Републике Ирске и граничи се са:
- север: округ Килдер,
- исток: округ Виклоу,
- југ: округ Вексфорд,
- запад: округ Килкени,
- северозапад: округ Лиш.

## Природни услови
Карлоу је по пространству један од најмањих ирских округа - заузима 31. место међу 32 округа.
Рељеф: Већи део округа Карлоу је равничарско-брежуљкасти, 50-200 метара надморске висине, посебно у средини и на северу. На југу је округ планински. Ту се налази планина је Ленстер, висине до 796 метара. Друга битна планина је Блек Рок.
Клима Клима у округу Карлоу је умерено континентална са изразитим утицајем Атлантика и Голфске струје. Стога град одликује блага и веома променљива клима.
Воде: Најважније реке у округу Карлоу су Слејни и Бероу. Река Слејни притиче источним делом округа, а река Бероу западним. У округу нема језера, што реткост за Ирску.

## Становништво
По подацима са Пописа 2011. године на подручју округа Карлоу живело је преко 145 хиљада становника, већином етничких Ираца. Ово је за 80% мање него на Попису 1841. године, пре Ирске глади и великог исељавања Ираца у Америку. Међутим, последње три деценије број становника округа расте по стопи од преко 1% годишње.
Густина насељености - Округ Карлоу има густину насељености од око 60 ст./км², што је истоветно као државни просек (око 60 ст./км²). Цео округ је приближно једнако насељен.
Језик: У целом округу се равноправно користе енглески и ирски језик.